# Zawiasowce (ramienionogi)

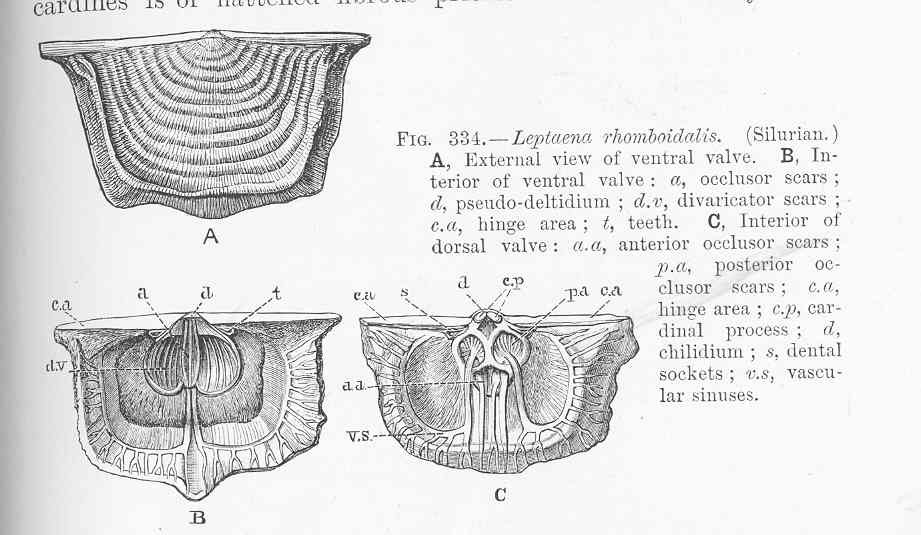
Sylurski ramienionóg z rodzaju Leptaena: A – widok zewnętrzny; B – wnętrze skorupki brzusznej (t – ząb); C – wnętrze skorupki grzbietowej (s – dołek zębowy).

Zawiasowce (Articulata) – gromada ramienionogów według dawnego podziału tego typu; obecnie nieużywana jako jednostka systematyczna, ale nieformalny podział ramienionogów na zawiasowce (ang. articulates, articulate brachiopods) i bezzawiasowce jest dalej często używany.
Zawiasowce obejmowały ramienionogi, posiadające zawiasy (strukturę łączącą ze sobą obie skorupki, złożoną z zębów w skorupce brzusznej i dołków zębowych w skorupce grzbietowej). W obecnie przyjmowanej systematyce ramienionogi takie zalicza się do podtypu Rhynchonelliformea, do którego jednak należy również kilka grup, zaliczanych dawniej do bezzawiasowców (np. gromada Obolellata).
Innymi nazwami używanymi dla tego wydzielenia były Testicardines, Arthropomata, Clistenterata i Pygocaulia.